# Warmeriville
Warmeriville ist eine französische Gemeinde mit 2.689 Einwohnern (Stand: 1. Januar 2022) im Département Marne in der Region Grand Est. Sie gehört zum Arrondissement Reims und ist Mitglied im Gemeindeverband Communauté urbaine du Grand Reims. Die Einwohner werden Warmerivillois und Warmerivilloises genannt.
Die Gemeinde erhielt 2023 die Auszeichnung „Drei Blumen“, die vom Conseil national des villes et villages fleuris (CNVVF) im Rahmen des jährlichen Wettbewerbs der blumengeschmückten Städte und Dörfer verliehen wird.

## Geografie

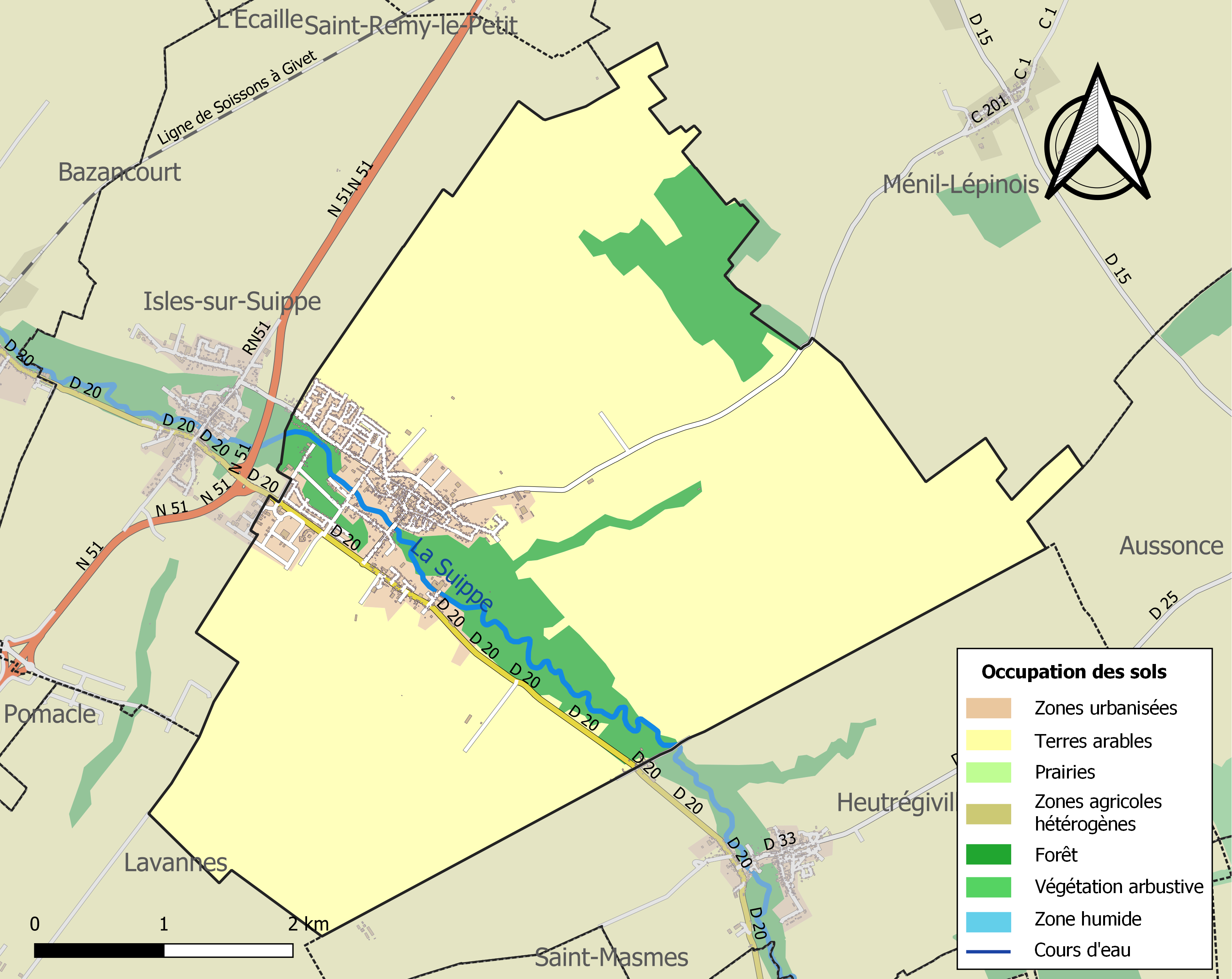
Bodennutzung, Hydrografie und Infrastruktur der Gemeinde (2018)

Warmeriville liegt etwa 17 Kilometer nordöstlich von Reims am nördlichen Rand des Départements Marne an der Grenze zum benachbarten Département Ardennes. Die Gemeinde erstreckt sich im Norden der historischen Provinz Champagne. Sie befindet sich im Einzugsgebiet der Seine und wird von der der Suippe entwässert, die das Gemeindegebiet in einem breiten Tal von Südost nach Nordwest durchströmt. Der zeitweise trockenfallende Ruisseau de Vert entspringt auf dem Gemeindegebiet und mündet in der Nähe des Zentrums in die Suippe. Das Zentrum von Warmeriville liegt auf einer Höhe von etwa 80 m, das Tal der Suippe nicht wesentlich tiefer. Das Gelände steigt in der Breite nach Nordosten hin auf über 140 m an, nach Südosten hin auf über 110 m an.
Ein Teil des Gebiets von Warmeriville gehört zur ZNIEFF-Naturzone „Marais boisé de Vaudetré à Warmeriville“ (210008902), der sich über einen Teil des Suippe-Tals erstreckt. 75 % der Fläche der Gemeinde landwirtschaftlich genutzt, der Anteil an Industrieflächen beträgt etwa 12 %, an bebauten Flächen etwa 5 %. Etwa 4 % sind bewaldet, insbesondere entlang der Suippe (Stand: 2018).
Umgeben wird Warmeriville von den Nachbargemeinden Isles-sur-Suippe im Westen und Norden, Ménil-Lépinois (Département Ardennes) im Nordosten, Aussonce (Département Ardennes) im Osten, Heutrégiville im Südosten und Süden sowie Lavannes im Südwesten.

## Geschichte
Dörfer tragen oft den Namen des Gründers. Es wird angenommen, dass der Ursprung von Warmeriville „Garnie“ oder „Guarnier“ war. Tatsächlich gelang es Guarnier, sich zu „Wernier“ zu entwickeln, das „Gu“ des Altfranzösischen wird in der germanischen Sprache W ausgesprochen. Im ältesten Dokument, welches das Dorf erwähnt, erscheint der Name „Ville Warmeréna“ (11. Jahrhundert), dann hieß es „Warmerivilla“ (1249), „Warmeriville sur Suippe“ (1526) und schließlich das heutige Warmeriville.
Es scheint, dass in der Gegend um Warmeriville mehrere Orte verschwunden sind. In Inventaren von 1229, 1234 und 1268 ist von Juvigny, Chaingny und Villeneuve die Rede. Es wird angenommen, dass Villeneuve Ragonet oder Le Pré sei. Chaingny lag zwischen Isles und Besancourt und Juvigny rund um die Kapelle Saint Druon. Es wird angenommen, dass es rund um die Kreidegruben Behausungen gab.
Die ersten Lehnsherren des Landes waren die Erzbischöfe von Reims, dann die Grafen von Champagne und die Grafen von Rethel. Doch nach Erbschaften, Verkäufen und Schenkungen wechselte die Herrschaft mehrmals die Familie. Das Datum des Baus der Burg, die auf einem Hügel (Motte) östlich des Dorfes stand, ist nicht bekannt. Diese von Wassergräben umgebene Burg diente den reformierten Truppen des Grafen von Rethel während der Hugenottenkriege als Garnison. Obwohl die letzten Überreste in der ersten Hälfte des 19. Jahrhunderts verschwanden, tauchte ihr Standort noch immer auf der Katasterkarte von 1836 auf.
Es war der heilige Remigius von Reims, der im 5. Jahrhundert die Evangelisierung der Region vollendete. Die im 12. Jahrhundert begonnene Dorfkirche wurde unter dem Schutzpatronat des heiligen Martin gestellt. Sie war nicht weit vom aktuellen Standort entfernt.

## Bevölkerungsentwicklung

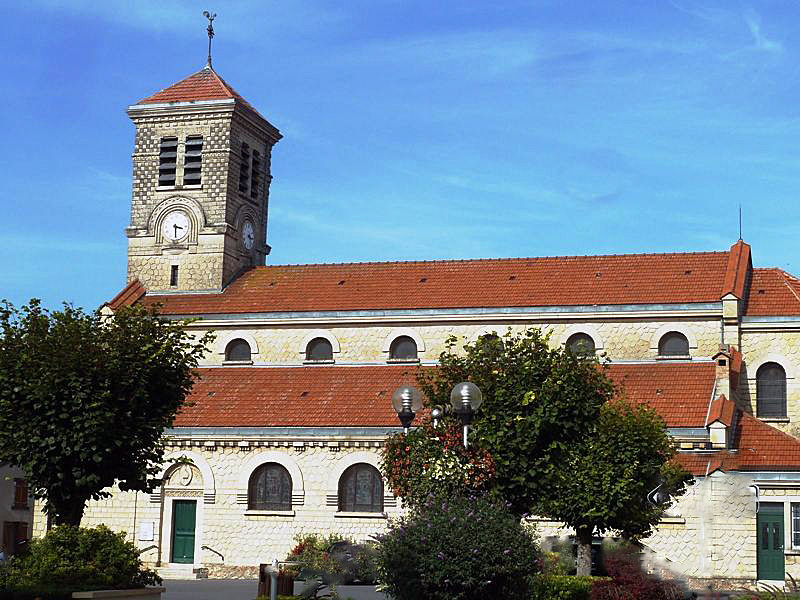
Kirche Saint-Martin

| Jahr                       | 1962 | 1968 | 1975 | 1982 | 1990 | 1999 | 2006 | 2013 | 2020 |
| Einwohner                  | 1345 | 1375 | 1240 | 1517 | 2151 | 2156 | 2147 | 2255 | 2644 |
| Quellen: Cassini und INSEE |      |      |      |      |      |      |      |      |      |

## Sehenswürdigkeiten
- Kirche Saint-Martin
- Kapelle Saint-Druon

## Verkehr
Warmeriville liegt relativ abseits größerer Verkehrsachsen. Die autobahnähnliche Route nationale 51 mit einer Anschlussstelle verläuft direkt hinter der Gemeindegrenze zur Nachbargemeinde Isles-sur-Suippe. Die Departementsstraße D 20 wird entlang der Suippe geführt und verbindet das Zentrum mit Isles-sur-Suippe im Nordwesten und mit Heutrégiville im Südosten.

## Gemeindepartnerschaft
Mit der italienischen Gemeinde Arre in der Provinz Padua (Venetien) besteht eine Partnerschaft.